# Alfred Kreymborg
Alfred Kreymborg, född 10 december 1883, död 14 augusti 1966, var en amerikansk poet.
Kreymborg tillhörde den europeiskt orienterade New York-gruppen "Greenwich village" inom den moderna amerikanska poesin. Han gjorde sig känd som lyrisk experimentator. Bland Kreymborgs verk märks Blood of things (1920), Funnybone alley (1927), självbiografin Trobadour (1925) samt Our singing strength (1929), en översikt över amerikansk diktning 1620-1930.